# Ífito

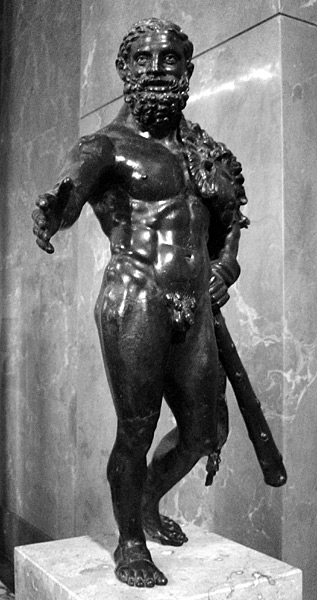
Heracles: el matador de Ífito. Estatua romana de bronce. Museo del Louvre.

En la mitología griega, Ífito (Ἴφιτος) es un arquero poseedor de un arco regalado a su padre Éurito por Apolo. 
Se habla de Ífito en la Odisea. A veces, Ífito es incluido en la lista de argonautas, pero no debe confundirse con otro Ífito, hijo de Náubolo, que también era argonauta.

## Genealogía
Fue hijo de Éurito, rey de Ecalia y de Antíope, hija del anciano Náubolo. Tenía tres hermanos pequeños, que eran Deyoneo, Clito y Toxeo; y una hermana que se llamaba Yole. Algunos lo ponen como amante de Heracles, su verdugo.

## Historia
Éurito, padre de Ífito, había recibido como regalo el arco de Apolo. La práctica del arco le llevó a dar como esposa a su hija Yole a aquel que pudiese lanzar flechas más lejos que él y sus cuatro hijos. Heracles lo escuchó y les superó sin ningún problema pero Éurito no estaba dispuesto a dar a su hija en matrimonio con él, así que le expulsa de su palacio.

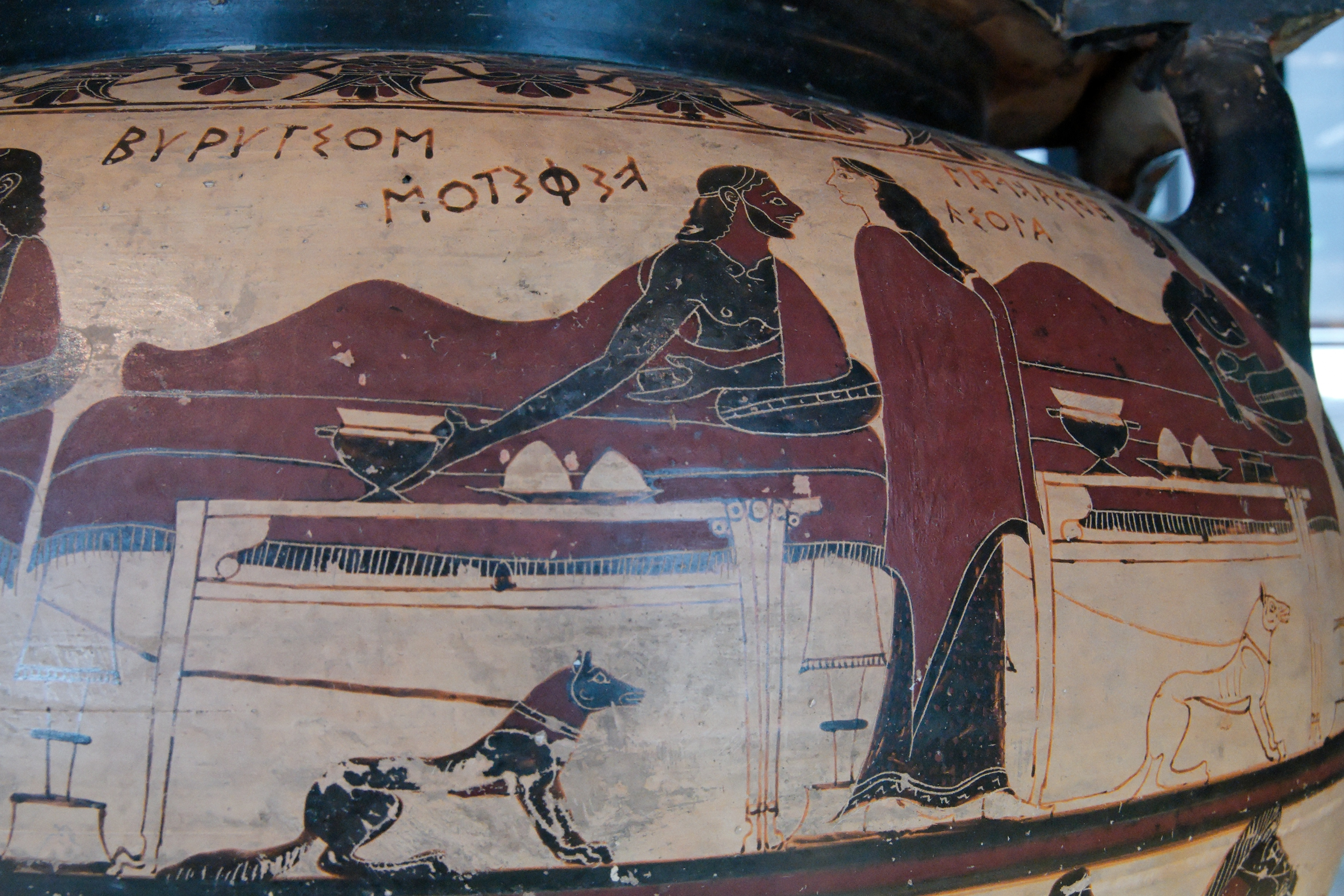
Representación en la parte derecha del anverso de la pieza corintia de figuras negras llamada Crátera de Euritio (sic), del tipo de columnas, datada ca. 600 a. C., hallada en Cerveteri y conservada en el Museo del Louvre: Ífito con Íole en casa de Éurito durante un simposio para agasajar a Heracles.

Ífito hereda el arco y las flechas de Apolo de su padre. Según la Odisea, se encuentra en Mesenia con Ulises en casa de Orsíloco, hijo de Diocles de Feras. Ífito, como gesto de hospitalidad, le regala a Ulises el arco y, a cambio, recibe una espada y una lanza. El arco que le regala Ífito es el que, más tarde, usará Ulises para matar a todos los pretendientes de Penélope a su vuelta.
Tras esto, unas yeguas que pertenecían a la familia de Ífito son robadas por un ladrón llamado Autólico. Debido al desprecio de Éurito hacia Heracles de no darle a su hija como esposa, sus hijos sospechan que el que ha robado las yeguas ha sido Heracles. Ífito sigue las huellas dejadas por los animales hasta que llega a la ciudad donde vive Heracles, Tirinto. Las yeguas aparecen en casa de Heracles debido a que Autólico se las había vendido como propias. Ífito intenta conseguir la devolución de las yeguas por parte de Heracles, pero éste se niega rotundamente y lo mata lanzándolo desde la torre.
Otras fuentes refieren que Ífito y Heracles habían sido amantes.